# 初瀬音羽子
初瀬 音羽子（はつせ おとわこ、1902年〈明治35年〉2月7日 - 1993年〈平成5年〉9月19日）は、宝塚少女歌劇団（現在の宝塚歌劇団）の元月組男役・元月組組長の女優。本名は、村田 八重。旧姓は、東海林。出身については秋田県とするものと東京府とするものがある。入団時の芸名は初瀬 乙羽子（はつせ おとわこ）。

この芸名は小倉百人一首の第74番：源俊賴朝臣の
から命名された。

## 略歴
1918年、東京高等女学校（東京女子学園中学校・高等学校などを経て、現在の芝国際中学校・高等学校）卒業後に、7期もしくは8期生として宝塚少女歌劇団に入団した。
1921年?から1928年まで、月組組長を務めた。
1928年、宝塚少女歌劇団を26歳で退団した。
退団後、新国劇の女優・初瀬乙羽として活動した。
1993年9月19日に死去した。享年91。

## 宝塚少女歌劇団時代の主な舞台出演
- 『膝栗毛』（1919年7月20日 - 8月31日、宝塚新歌劇場(公會堂劇場)）
- 『燈籠嶋』『ジヤンヌ・ダルク』（1919年10月20日 - 11月30日、宝塚新歌劇場(公會堂劇場)）
- 『魔法の種』（1920年1月1日 - 1月20日、宝塚新歌劇場(公會堂劇場)）
- 『亂菊草紙』（1920年7月20日 - 8月31日、宝塚新歌劇場(公會堂劇場)）
- 『雀のお宿』（1921年1月1日 - 1月20日、宝塚新歌劇場(公會堂劇場)）
- 『邯鄲』『由良の荘忍ぶ草』（月組）（1921年9月20日 - 10月18日、公會堂劇場）
- 『吉備津の鳴釜』（月組）（1922年1月1日 - 1月25日、宝塚新歌劇場(公會堂劇場)）
- 『久米の仙人』『山の悲劇』（月組）（1922年7月15日 - 8月20日、宝塚新歌劇場(公會堂劇場)）
- 『丹波與作』（月組）（1922年9月20日 - 10月24日、宝塚新歌劇場(公會堂劇場)）
- 『夜の潮』（月組）（1923年3月20日 - 4月10日、宝塚新歌劇場(中劇場)）
- 『東天紅』『采女禮讃』『權利』（月組）（1923年5月11日 - 6月10日、宝塚新歌劇場(中劇場)）
- 『湖水の妖女』『淀殿』『浮世』（月組）（1923年8月20日 - 9月20日、宝塚新歌劇場(中劇場)）
- 『政岡の局』『褒姒』（月組）（1924年3月1日 - 3月31日、宝塚新歌劇場(中劇場)）
- 『山の悲劇』（月組）（1924年4月16日 - 4月30日、宝塚新歌劇場(中劇場)）
- 『身替音頭』（花・月・雪組）（1924年7月19日 - 9月2日、宝塚大劇場）
- 『蔦の葉』『お夏笠物狂』（月組）（1924年10月1日 - 10月31日、宝塚大劇場）
- 『巡禮唄』（花・月・雪組）（1925年1月1日 - 1月31日、宝塚大劇場）
- 『エレクトラ』『姉と妹』（月組）（1925年4月1日 - 4月30日、中劇場）
- 『看板供養』『毒の花園』『野心家』（月組）（1925年7月1日 - 7月31日、宝塚大劇場）
- 『車供養』『かぐや姫』『笑ひの似顔繪』（月組）（1925年10月1日 - 10月31日、宝塚大劇場）
- 『花物語』『寅童子』『陽春』（月組）（1926年1月1日 - 1月31日、宝塚大劇場）
- 『傀儡船』『平等院大臣』（月組）（1926年4月1日 - 4月30日、宝塚大劇場）
- 『孫悟空』（月組）（1926年7月1日 - 7月31日、宝塚大劇場）
- 『夢見懺悔品』（月組）（1926年10月1日 - 10月31日、宝塚大劇場）
- 『兜』（月組）（1927年11月1日 - 11月30日、宝塚大劇場）
- 『モン・パリ』（月組）（1928年6月1日 - 6月30日、宝塚大劇場）
- 『お光狂亂』（月組）（1928年9月1日 - 9月30日、宝塚大劇場）

水戸黄門第7部第3話「人情喧嘩まんじゅう」おまき役